# Diospyros thaiensis
Diospyros thaiensis är en tvåhjärtbladig växtart som beskrevs av Phengklai. Diospyros thaiensis ingår i släktet Diospyros och familjen Ebenaceae. Inga underarter finns listade i Catalogue of Life.